# Henri Cartier-Bresson
Henri Cartier-Bresson (Chanteloup-en-Brie, 22. kolovoza 1908. – Montjustin, 3. kolovoza 2004.) - francuski fotograf koji se smatra ocem novinske fotografije. Bio je majstor tzv. "iskrene fotografije" (eng. candid photography) i među prvim korisnicima filma tipa 135. Pridonio je razvoju ulične fotografije, te skovao termin "odlučujući trenutak" (eng. the decisive moment).

## Rani život
Henri Cartier-Bresson  je rođen u obitelji bogatog proizvođača tekstila (konac Cartier-Bresson se najčešće nalazio u priborima za šivanje u Francuskoj), kao najstariji od petero djece. Rođaci s majčine strane su bili zemljovlasnici i prodavači pamuka iz Normandije, gdje je Henri proveo dio djetinjstva. Obitelj Cartier-Bresson je živjela u buržujskom susjedstvu u Parizu, Rue de Lisbonne, blizu Place de l'Europe i parka Monceau. Roditelji su ga podupirati financijski pa se Henri mogao slobodnije baviti fotografijom od njegovih suvremenika. Henri se također bavio skiciranjem.
Mladi Henri je fotografirao obiteljske odmore s kamerom Box Brownie; kasnije je eksperimentirao s tehničkom kamerom velikog formata (3x4 inča). Odgajan je na tradicionalni buržujski način, te su od njega zahtijevali da se obraća roditeljima službenim "vi" umjesto "ti". Njegov je otac bio uvjeren da će njegov sin preuzeti obiteljski posao, no Henri je bio nepopustljiv, a također se bojao te mogućnosti.
Cartier-Bresson je pohađao École Fénelon, katoličku školu koja je pripremala učenike za licej Condorcet. Engleska guvernanta po imenu "Miss Kitty" je usadila u njemu ljubav i poznavanje engleskog jezika. Redar ga je zatekao kako čita knjigu Rimbauda ili Mallarméa i ukorio ga: "Neće biti nereda u tvojem školovanju!". Cartier-Bresson je rekao: "Upotrijebio je neformalno"ti", što je obično značilo da ćete dobiti dobre batine.". Ali je nastavio: "Čitat ćete u mojem uredu.". Pa, to nije bila ponuda koju je morao ponoviti.".

### Slikarstvo
Nakon što se pokušao baviti glazbom, njegov ujak Louis, nadareni slikar, upoznao ga je s uljem na platnu. No poduka iz slikanja je prestala kad je ujak poginuo u Prvom svjetskom ratu.
Godine 1927. Cartier-Bresson je upisao privatnu umjetničku školu i akademiju Lhote, pariški studio kubističkog slikara i kipara Andréa Lhotea. Lhoteova ambicija je bila da integrira kubistički pristup u realnost s klasičnim umjetničkim formama; želio je povezati francusku klasičnu tradiciju Nicolasa Poussina i Jacques-Louisa Davida s modernizmom. Cartier-Bresson je također učio slikanje kod portretista Jacquesa Émilea Blanchea. Tijekom ovog razdoblja čitao je Dostojevskog, Schopenhauera, Rimbauda, Nietzschea, Mallarméa, Freuda, Prousta, Joycea, Hegela, Engelsa i Marxa. Lhote je vodio svoje učenike u Louvre da ih uči klasičnim umjetnostima, i u pariške galerije da ih uči suvremenoj umjetnosti. Cartier-Bresson je kombinirao zanimanje za modernu umjetnost s divljenjem prema djelima renesansnih majstora: Jana van Eycka, Paola Uccella, Masaccia, Piera della Francesce. Gledao je na Lhotea kao na učitelja "fotografije bez kamere".

### Utjecaj fotografije nadrealista
Iako je Cartier-Bresson postao frustriran Lhoteovim pristupom "opterećenog pravilima", rigorozno učenje teorije kasnije mu je pomoglo da identificira i riješi probleme umjetničke forme i kompozicije u fotografiji. 1920-ih diljem cijele Europe su se pojavljivale škole fotografskog realizma, ali svaka je imala drugačiji pogled na to kojim smjerom fotografija treba krenuti. Cartier-Bresson se počeo družiti s nadrealistima u kafeu Cyrano na Place Blanche. Susreo je mnogo vodećih protagonista pokreta, te ga je privukla njihova tehnika korištenja podsvjesnog i neposrednog. Povjesničar Peter Galassi objašnjava:
Nadrealisti su pristupali fotografiji na isti način na koji su Aragon i Breton... pristupali ulici: s nezasitnim apetitom za uobičajeno i neuobičajeno... Nadrealisti su prepoznali u običnoj fotografskoj činjenici bitnu osobinu koja je bila isključena iz ranijih teorija fotografskog realizma. Opazili su da obične fotografije, naročito kad više nemaju praktične funkcije, sadrže bogatstvo nenamjernih, nepredvidljivih značenja.
Cartier-Bresson je umjetnički sazrijevao u ovoj nemirnoj kulturnoj i političkoj atmosferi. No, iako je znao koncepte, nije ih znao izraziti pa je nezadovoljan svojim eksperimentima uništio većinu ranih slika.

### Cambridge i vojska
Od 1928. do 1929. Cartier-Bresson je studirao umjetnost, književnost i engleski jezik na sveučilištu u Cambridgeu, gdje je postao dvojezičan. Godine 1930., tijekom novačenja u francusku vojsku na Le Bourget blizu Pariza, prisjetio se: "Bilo mi je teško, također, zato što sam nosio Joycea pod rukom i pušku Lebel na ramenu.".

### Prva kamera
Godine 1929. njegov zapovjednik eskadrile odredio mu je kućni pritvor zato što je lovio bez dozvole. Upoznao je američkog emigranta Harryja Crosbyja u pariškom predgrađu Le Bourget koji je uvjerio zapovjednika da mu preda Cartier-Bressona na skrb na nekoliko dana. Obojica su se zanimala za fotografiju, te mu je Harry poklonio prvu kameru. Provodili su vrijeme zajedno fotografirajući i izrađujući fotografije u Crosbyjevoj kući Le Moulin du Soleil blizu Pariza u komuni Ermenonville. Crosby je kasnije reako da je Cartier-Bresson "izgledao poput žutokljunca, sramežljivo i krhko, i blago kao sirutka". Cartier-Bresson se upustio u vezu s Crosbyjevom suprugom Caresse, koja je trajala do 1931.

### Bijeg u Afriku
Dvije godine nakon što je Harry Crosby počinio samoubojstvo, Cartier-Bressonova veza s Caresse Crosby je završila 1931., nakon čega je bio neutješan. Tijekom služenja je čitao Conradovu novelu Srce tame. To mu je dalo ideju da pobjegne i potraži avanturu na Obali Bjelokosti u francuskoj koloniji u Africi. Preživljavao je loveći divljač i prodajući je lokalnom stanovništvu. U lovu je naučio metode koje će kasnije koristiti u fotografiji. Na Obali Bjelokosti je dobio komplikaciju malarije, crnomokraćnu groznicu, koja ga je gotovo ubila. Još uvijek grozničav, poslao je upute svojem djedu za vlastiti pogreb: zamolio ga je da ga pokopaju u Normandiji, na rubu šume Eawy za vrijeme izvedbe Gudačkog kvarteta Debussyja. Iako je sa sobom ponio prijenosnu kameru (manju od Kodakove Brownie), samo je sedam fotografija preživjelo trope.

### Fotografija
Nakon povratka u Francusku, Cartier-Bresson se oporavljao u Marseilleu kasne 1931. i produbio svoj odnos s nadrealistima. Godine 1930. inspirirala ga je fotografija mađarskog fotoreportera Martina Munkacsija, na kojoj tri naga crnoputa dječaka trče u valove Tanganjike. Fotografija Tri dječaka na jezeru Tanganjika je ulovila slobodu, čar i spontanost njihovog kretanja i radost življenja. Ona ga je inspirirala da prestane slikati i da se ozbiljno počne baviti fotografijom. Objasnio je: "Odjednom sam shvatio da fotografija može fiksirati vječnost u tren."
Nabavio je kameru Leica s lećama od 50 mm kojom će snimati mnogo godina. Prednost male kamere u gomili ili za vrijeme intimnog trenutka bila je bitna za prevladavanje službenog i neprirodnog ponašanja osoba koje se fotografiraju. Čak je obojio sve sjajne dijelove kamere crnom bojom. Leica je otvarala nove mogućnosti u fotografiji - da snimi svijet u njegovom stvarnom stanju kretanja i preobražaja. Fotografirao je u Berlinu, Bruxellesu, Varšavi, Pragu, Budimpešti i Madridu. Njegove fotografije su prvi put izložene u galeriji Julien Levy u New Yorku  1932., i zatim u klubu Ateneo u Madridu. Godine 1934. u Meksiku je izlagao zajedno s Manuelom Álvarezom Bravom. U početku nije puno fotografirao u rodnoj Francuskoj, te će proći godine prije nego što će početi tamo intenzivno snimati.
Godine 1934. Cartier-Bresson je upoznao mladog poljskog intelektualca, fotografa po imenu David Szymin, kojeg su zvali "Chim" jer se njegovo prezime teško izgovaralo. Szymin je kasnije promijenio ime u David Seymour. Obojica su kulturološki imala puno toga zajedničkoga. Preko Chima je Cartier-Bresson upoznao mađarskog fotografa po imenu Endré Friedmann, koji je kasnije promijenio ime u Robert Capa.

## Izložbe u SAD-u
Cartier-Bresson je otputovao u SAD 1935. s pozivnicom da predstavi svoj rad u njujorškoj galeriji Julien Levy. Izlagao je zajedno s kolegama Walkerom Evansom i M.A. Bravom. Angažirala ga je Carmel Snow iz modnog časopisa Harper's Bazaar, no zadatak nije dobro odradio jer nije znao kako komunicirati s modelima. Unatoč tomu, Snow je bila prva američka urednica koja je objavila njegove fotografije u časopisu. Dok je bio u New Yorku upoznao je fotografa Paula Stranda, koji je radio kao snimatelj na dokumentarnom filmu Plug koji je uništio ravnice, o vremenu Velike depresije.

### Filmovi
Kad se vratio u Francusku, Cartier-Bresson se prijavio za posao kod čuvenog francuskog filmskog režisera Jeana Renoira. Glumio je u filmu iz 1936. Partie de campagne i La Règle du jeu iz 1939., gdje je glumio batlera i radio kao pomoćnik režisera. Renoir mu je dao da glumi tako da može razumjeti kako je s druge strane kamere. Cartier-Bresson je također pomogao Renoiru snimiti film za komunističku stranku o 200 obitelji, uključujući vlastitu, koje vladaju Francuskom. Tijekom Španjolskog građanskog rata Cartier-Bresson je režirao antifašistički film s Herbertom Klineom radi promocije republikanskih zdravstvenih usluga.

### Početak novinske fotografije
Cartier-Bressonove prve fotoreportaže pojavile su se 1937., kad je izvještavao s krunidbe kralja Đure VI. i kraljice Elisabeth, za francuski tjednik Regards. Usredotočio se na podanike novog monarha na londonskim ulicama, te nije fotografirao kralja. Potpisao se s "Cartier" jer je oklijevao upotrijebiti puno obiteljsko prezime.

## Brak
Godine 1937. Cartier-Bresson se oženio javanskom plesačicom, Ratnom "Elie" Mohini. Živjeli su u stanu u Parizu, u ulici Neuve-des-Petits-Champs br. 19 (sada ulica Danielle Casanova), u velikom studiju s malom spavaonicom, kuhinjom i kupaonicom, gdje je Cartier-Bresson razvijao film. Između 1937. i 1939. Cartier-Bresson je radio kao fotograf za francuske komunističke novine Ce Soir. S Chimom i Capom, Cartier-Bresson je bio ljevičar, ali se nikad nije pridružio francuskoj komunističkoj partiji.

### Drugi svjetski rat
Kad je Drugi svjetski rat izbio u rujnu 1939. Cartier-Bresson se pridružio francuskoj vojsci kao kaplar u jedinici za film i fotografiju. Tijekom bitke za Francusku, u lipnju 1940. u Saint-Dié-des-Vosges, zarobili su ga njemački vojnici te je proveo 35 mjeseci u radnom logoru. Dvaput je pokušao pobjeći za što je bio smješten u samicu. Treći bijeg je bio uspješan te se sakrio na farmi u Touraineu prije nego što je dobio krivotvorene dokumente koji su mu omogućili da putuje Francuskom. U Francuskoj je radio za podzemlje, pomažući drugim bjeguncima i tajno dokumentirajući s ostalim fotografima okupaciju i zatim oslobođenje Francuske. Godine 1943. iskopao je svoju Leicu na farmi blizu Vogezija. Krajem rata ga je američki ured za ratne informacije pozvao da snimi dokumentarac Le Retour o povratku francuskih zarobljenika i prognanika.
Krajem rata u Ameriku su stigle glasine da je Cartier-Bresson ubijen. Njegov film o povratku izbjeglica (prikazanog u SAD-u 1947.) potaknuo je retrospektivu njegovog rada u MoMA-i, umjesto postumne izložbe koju je muzej pripremao. Izložba je premijerno otvorena 1947. zajedno s izdanjem njegove prve knjige, The Photographs of Henri Cartier-Bresson, za koju su tekst napisali Lincoln Kirstein i Beaumont Newhall.

## Magnum Photos
Rane 1947. Cartier-Bresson je, s Robertom Capom, Davidom Seymourom, Williamom Vandivertom i Georgom Rodgerom utemeljio Magnum Photos. Prema Capinoj ideji Magnum je zajednička fotografska agencija u vlasništvu vlastitih članova. Tim fotografa je međusobno podijelio zadatke: Rodger, koji je napustio časopis Life u Londonu nakon izvještavanja o Drugom svjetskom ratu, izvještavao je iz Afrike i Srednjeg istoka. Chim, koji je govorio nekoliko europskih jezika, radio je u Europi. Cartier-Bresson je radio u Indiji i Kini. Vandivert, koji je također napustio Life, radio je u Americi, a Capa je prihvaćao sve ostale zadatke. Maria Eisner je vodila pariški ured, a Rita Vandivert, Vandivertova supruga, njujorški ured, te je postala prva predsjednica Magnuma.
Cartier-Bresson je dobio međunarodno priznanje za reportažu Gandhijevoga pokopa u Indiji 1948. i zadnje faze Kineskog građanskog rata 1949. Izvještavao je o zadnjih šest mjeseci Kuomintangove vlade i prvih 6 mjeseci Mao Ce-tungove Narodne Republike Kine. Također je fotografirao zadnje carske eunuhe u Pekingu, koji je pao u ruke komunistima. U Šangaju je često radio u društvu fotoreportera Sama Tate, s kojim se ranije sprijateljio u Mumbaiju. Iz Kine je otputovao u Nizozemsku istočnu Indiju, gdje je dokumentirao stjecanje neovisnosti od Nizozemske. Godine 1950. Cartier-Bresson je otputovao u Južnu Indiju. Posjetio je Tiruvannamalai, grad u indijskoj saveznoj državi Tamil Nadu i fotografirao posljednje trenutke đivanmukte Ramana Maharishija, ašram Sri Ramana i njegovu okolicu. Nekoliko dana kasnije je također posjetio i fotografirao indijskog filozofa Sri Aurobinda, "Majku" Mirru Alfassu, i ašram Sri Aubindo, u Pondicherryju.
Magnumov zadatak je bio "opipati puls" svoga vremena, te su među prvim projektima bili People Live Everywhere, Youth of the World, Women of the World i The Child Generation. Magnum je težio tome da koristi fotografiju u službi čovječanstva, te je stvarao zanimljive fotografije koje su gledali u cijelom svijetu.

### Odlučujući trenutak
Godine 1952. Cartier-Bresson je objavio knjigu Images à la sauvette, u prijevodu na engleski jezik - The Decisive Moment. U njoj se nalazi portfolio od 126 njegovih fotografija s Istoka i Zapada. Naslovnicu knjige je nacrtao Henri Matisse. Kao glavnu misao za svoj uvod od 4.500 riječi Cartier-Bresson je preuzeo rečenicu kardinala de Retza iz 17. stoljeća: "Nema ničega na svijetu što nema odlučujući trenutak.". Cartier-Bresson je ovu misao primijenio na svoj fotografski stil: "Za mene je fotografija simultano prepoznavanje, u djeliću sekunde, važnosti događaja kao i precizne organizacije oblika koja daje tom događaju odgovarajući izražaj."
Oba naslova dolaze od Tériadea, francuskog izdavača grčkog podrijetla, kome se Cartier-Bresson divio. On je dao knjizi francuski naslov, Images à la Sauvette, u slobodnom prijevodu "slike u bijegu" ili "ukradene slike". Dick Simon iz kuće Simon & Schuster je smislio naslov na engleskom jeziku, The Decisive Moment. Margot Shore, šefica pariškog ureda Magnuma, prevela je Cartier-Bressonov predgovor s francuskog na engleski jezik.
"Fotografija nije poput slikanja.", rekao je Cartier-Bresson novinama The Washington Post 1957. "Postoji kreativni djelić sekunde dok fotografirate. Vaše oko mora vidjeti kompoziciju ili izraz koji vam sam život nudi, i morate intuitivno znati kad treba pritisnuti gumb. To je trenutak kad je fotograf kreativan.", izjavio je. "Oop! Trenutak! Jednom kad ga propustiš, zauvijek je nestao."
Cartier-Bresson je održao svoju prvu izložbu u Francuskoj u paviljonu Marsan u Louvreu 1955.

## Kasnija karijera
Cartier-Bressona je fotografija odvela na mnoga mjesta, poput Kine, Meksika, Kanade, Sjedinjenih Država, Indije, Japana i Sovjetskog Saveza. Postao je prvi zapadni fotograf koji je "slobodno" fotografirao u poslijeratnom Sovjetskom Savezu.
Godine 1962. otputovao je u ime Voguea na Sardiniju na 20-ak dana. Tamo je posjetio Nuoro, Olienu, Orgosolo, Mamoiadu, Desulo, Orosei, Cala Gonone, Orani (gdje ga je ugostio prijatelj i kipar Costantino Nivola), San Leonardo di Siete Fuentes i Cagliari.
Cartier-Bresson se povukao s mjesta predsjednika Magnuma (koji je još uvijek distribuirao njegove fotografije) 1966., da se koncentrira na snimanje portreta i krajolika.
Godine 1967. razveo se nakon 30 godina braka od svoje prve žene, Ratne "Elie". Godine 1968. počeo se udaljavati od fotografije te se vratio crtanju i slikanju. Priznao je da je možda rekao sve što može kroz fotografiju. Godine 1970. oženio se Magnumovom fotografkinjom Martine Franck, mlađoj 30 godina od njega. Par je dobio kćer Mélanie u svibnju 1972.
Cartier-Bresson se povukao iz fotografije ranih 1970-ih, a do 1975. samo bi povremeno napravio privatni portret; rekao je da čuva svoju kameru u sefu kod kuće i da je rijetko vadi van. Vratio se crtanju i slikanju. Napravio je prvu izložbu crteža u galeriji Carlton u New Yorku 1975.

## Smrt i naslijeđe
Cartier-Bresson je preminuo u mjestu Céreste (departman Alpes-de-Haute-Provence), 3. kolovoza 2004., u dobi od 95 godina. Nije objavljen uzrok smrti. Pokopan je na mjesnom groblju nedaleko od Montjustina. Za sobom je ostavio suprugu, Martine Franck, i kćer Mélanie.
Cartier-Bresson je proveo više od tri desetljeća na zadacima za Life i druge časopise. Putovao je bez obveza, dokumentirajući neke od najvećih promjena u 20. stoljeću: Španjolski građanski rat, oslobođenje Pariza 1944., nemire u Parizu 1968., pad Kuomintanga u ruke komunista, atentat na Gandhija, pad Berlinskog zida. Uz to je snimao portrete Camusja, Picassa, Sidonie Gabrielle Colette, Matissea, Pounda i Giacomettija. No mnoge od njegovih najpoznatijih fotografija, poput Iza postaje St. Lazare prikazuju naizgled nevažne trenutke svakodnevnog života.
Cartier-Bresson se nije volio fotografirati i čuvao je svoju privatnost. Fotografije samog Cartier-Bressona su rijetke. Dok je primao počasnu diplomu sveučilišta u Oxfordu 1975., držao je papir ispred lica da izbjegne fotografiranje. U intervjuu s Charliejem Roseom 2000. Cartier-Bresson je izjavio da nije nužno mrzio da se fotografira, već da mu je bilo neugodno da ga se fotografira zato što je slavan.
Godine 2003. utemeljio je zakladu Henri Cartier-Bresson sa svojom ženom i kćeri da očuva i dijeli svoju baštinu.

### Film istine (Cinéma vérité)
Cartier-Bressonove fotografije su također utjecale na razvoj tzv. filma istine (cinéma vérité). Osobito je zaslužan za inspiraciju za rani rad Nacionalnog filmskog odbora Kanade u ovom žanru sa serijom dokumentaraca Candid Eye iz 1958.

## Tehnika
Cartier-Bresson je skoro uvijek koristio kameru Leica s daljinomjerom od 35 mm i s normalnim lećama od 50 mm, a povremeno i široke leće za krajolike. Često bi omotao crnu traku oko dijelova od kroma na kućištu kamere da bude manje uočljiva. S brzim crno-bijelim filmom i oštrim lećama mogao je nezamijećen snimati događaje. Više nije bio ograničen kamerama velikog formata ili dvookim zrcalnim fotoaparatima srednjeg formata, i kamere malog formata dale su mu nešto što je Cartier-Bresson nazivao "baršunasta ruka... oko sokolovo".
Nikada nije fotografirao bljeskalicom; tu praksu je nazivao "nepristojnom. kao da dođete na koncert s pištoljem u ruci".
Vjerovao je u komponiranje fotografija u tražilu, a ne u tamnoj komori. Demonstrirao je to time da je skoro sve svoje fotografije otisnuo u punom formatu, bez obrezivanja ili ostalih manipulacija u tamnoj komori. Inzistirao je na tome da njegove fotografije nisu obrezane zato što imaju prvih nekoliko milimetara neeksponiranog negativa oko slike, što rezultira crnim okvirom oko razvijene slike.
Cartier-Bresson je više cijenio crno-bijeli film, i rijetko je fotografirao u boji. Nije volio razvijati filmove ili izrađivati vlastite fotografije, te je bio nezainteresiran za proces nastanka fotografije općenito, uspoređujući fotografiju s malom kamerom kao "trenutni crtež". Tehnički aspekti fotografije su za njega bili valjani samo kad su mu dopuštali da izrazi ono što vidi:
Stalna nova otkrića u kemiji i optici značajno proširuju naše područje djelovanja. Na nama je da ih primjenjujemo u našoj tehnici, da poboljšamo sebe, ali postoji cijela grupa fetiša koja se razvila iz subjekta tehnike. Tehnika je važna samo ako morate ovladati njome da bi izrazili ono što vidite... Kamera je za nas alat, a ne zgodna mehanička igračka. U preciznom funkcioniranju mehaničkog objekta možda postoji nesvjesna kompenzacija za anksioznosti i nesigurnosti svakodnevne borbe. Kako bilo, ljudi razmišljaju previše o tehnikama i nedovoljno o promatranju.
Započeo je tradiciju testiranje novih leća fotografiranjem pataka u gradskim parkovima. Nikad nije objavio te fotografije, a nazivao ih je "moje jedino praznovjerje", jer ih je smatrao "krštenjem" leća.
Cartier-Bresson nije volio publicitet i bio je strašno sramežljiv još od dana kada se skrivao od nacista tijekom Drugog svjetskog rata. Iako je snimio mnogo poznatih portreta, njegovo lice je malo poznato svijetu. To mu je vjerojatno omogućilo da neometano radi na ulici. Negirao je da se termin "umjetnost" odnosi na njegove fotografije. Umjesto toga je smatrao da su one samo instinktivne reakcije na situacije na koje je nailazio.
U fotografiji i najmanja stvar može biti veliki subjekt. Mali ljudski motiv može postati lajtmotiv.

## Izložbe[2]
- 1933. Cercle Atheneo, Madrid
- 1933. galerija Julien Levy, New York
- 1934. Palača lijepe umjetnosti, Meksiko (s M.A. Bravom)
- 1947. MoMA, New York, Martin-Gropius-Bau, Berlin, Njemačka; Muzej moderne umjetnosti, Rim, Italija; galerija Dean, Edinburgh; MoMA, New York, Nacionalni muzej lijepih umjetnosti, Santiago, Čile
- 1952. Institut suvremene umjetnosti (ICA), London
- 1955. retrospektivna izložba, Musée des Arts décoratifs, Pariz
- 1956. Photokina, Köln, Njemačka
- 1963. Photokina, Köln, Njemačka
- 1964. The Phillips Collection, Washington
- 1965. – 1967. druga retrospektivna izložba, Tokio, Musée des Arts Décoratifs, Pariz, New York, London, Amsterdam, Rim, Zürich, Köln i drugi gradovi
- 1970. En France - Grand Palais, Pariz, kasnije u SAD-u, SSSR-u, Australiji i Japanu
- 1971. festival Rencontres d'Arles, filmovi prikazani u Théatre Antique.
- 1972. festival Rencontres d'Arles, "Flagrant Délit " (produkcija Delpire) prikazan u Théatre Antique.
- 1974. izložba o SSSR-u, Internacionalni centar fotografije, New York
- 1974. – 1997. galerija Claude Bernard, Pariz
- 1975. galerija Carlton, New York
- 1975. galerija Bischofberger, Zürich, Švicarska
- 1980. Portreti, galerija Eric Franck, Ženeva, Švicarska
- 1981. Musée d'art moderne de la Ville de Paris, Francuska
- 1982. Hommage à Henri Cartier-Bresson, Centre National de la Photographie, Palais de Tokyo, Pariz
- 1983. Printemps Ginza, Tokio
- 1984. Osaka University of Arts, Japan
- 1984. – 1985. Paris à vue d’œil - Musée Carnavalet, Pariz
- 1985. Henri Cartier-Bresson en Inde - Centre National de la Photographie, Palais de Tokyo, Pariz
- 1985. Museo de Arte Moderno de México, Meksiko
- 1986. L'Institut Français de Stockholm
- 1986. Pavillon d'Arte contemporanea, Milano, Italija
- 1986. Tor Vergata University, Rim, Italija
- 1987. Museum of Modern Art, Oxford, Velika Britanija (crteži i fotografije)
- 1987. Rane fotografije, MoMA, New York
- 1988. Institut Français, Atena, Grčka
- 1988. Palais Lichtenstein, Beč, Austrija
- 1988. Salzburger Landessammlung, Austrija
- 1988. Grupna izložba: "Magnum en Chine", festival Rencontres d'Arles, Francuska
- 1989. Chapelle de l'École des Beaux-Arts, Pariz
- 1989. Fondation Pierre Gianadda, Martigny, Švicarska (crteži i fotografije)
- 1989. Mannheimer Kunstverein, Mannheim, Njemačka (crteži i fotografije)
- 1989. Printemps Ginza, Tokio, Japan
- 1990. galerija Arnold Herstand, New York
- 1991. Taipei Fine Arts Museum, Tajvan (crteži i fotografije)
- 1992. Centro de Exposiciones, Saragossa i Logroño, Španjolska
- 1992. Hommage à Henri Cartier-Bresson, Međunarodni centar fotografije, New York
- 1992. L'Amérique – FNAC, Pariz
- 1992. Musée de Noyers-sur-Serein, Francuska
- 1992. Palazzo San Vitale, Parma, Italija
- 1993. Photo Dessin - Dessin Photo, Arles, Francuska
- 1994. "Henri Cartier-Bresson, point d'interrogation" Sare Moon, prikazan na festivalu Rencontres d'Arles, Francuska.
- 1994. Dessins et premières photos, La Caridad, Barcelona, Španjolska
- 1995. Dessins et Hommage à Henri Cartier-Bresson - CRAC (Centre Régional d’Art Contemporain) Valence, Drome, Francuska
- 1996. Henri Cartier-Bresson: Pen, Brush and Camera, The Minneapolis Institute of Arts, SAD
- 1997. Les Européens, Maison Européenne de la Photographie, Pariz
- 1997. Henri Cartier-Bresson, Musée des Beaux-Arts, Montreal
- 1998. galerija Beyeler, Basel, Švicarska
- 1998. galerija Löhrl, Mönchengladbach, Njemačka
- 1998. galerija Howard Greenberggh, New York
- 1998. Kunsthaus Zürich, Zürich, Švicarska
- 1998. Kunstverein für die Rheinlande und Westfalen, Düsseldorf, Njemačka
- 1998. Line by Line, Royal College of Art, London
- 1998. Tête à Tête, National Portrait Gallery, London
- 1998. – 1999. Photographien und Zeichnungen - Baukunst Galerie, Köln, Njemačka
- 2003. – 2005. Rétrospective, Bibliothèque Nationale, Pariz;[29] La Caixa, Barcelona; Martin Gropius Bau, Berlin; Museum of Modern Art, Rim; galerija Dean, Edinburgh; MoMA, New York; Nacionalni muzej lijepih umjetnosti, Santiago, Čile
- 2004. galerija Baukunst, Köln
- 2004. Martin-Gropius-Bau, Berlin
- 2004. muzej Ludwig, Köln
- 2008. Henri Cartier-Bresson's Scrapbook Photographs 1932-46, National Media Museum, Bradford, Velika Britanija
- 2008. National Gallery of Modern Art, Mumbai, Indija[30]
- 2008. Santa Catalina Castle, Cadiz, Španjolska
- 2009. Musée de l'Art Moderne, Pariz
- 2010. MoMA, New York[31]
- 2010. The Art Institute of Chicago, Chicago
- 2011. Museum of Design Zürich[32]
- 2011. High Museum of Art, Atlanta
- 2011. Maison de la Photo, Toulon, Francuska
- 2011. Kunstmuseum Wolfsburg, Njemačka
- 2011. Queensland Art Gallery, Brisbane, Australija
- 2011. – 2012. KunstHausWien, Beč, Austria
- 2014. Centar Georges Pompidou, Pariz.[33]
- 2015. Palača lijepe umjetnosti, Ciudad de México[34]
- 2015. Ateneum, Helsinki[35]
- 2017. galerija Leica, San Francisco[36]
- 2017. Museo Botero/Banco de la Republica, Bogota, Kolumbija[37]

## Kolekcije
Djela Cartier-Bressona nalaze se u sljedećim javnim kolekcijama:
- Bibliothèque Nationale de France, Pariz, Francuska
- De Menil Collection, Houston, Teksas, SAD
- University of Fine Arts, Osaka, Japan
- Victoria and Albert Museum, London, Velika Britanija
- Maison Européenne de la Photographie, Pariz, Francuska
- Musée Carnavalet, Pariz, Francuska
- MoMA, New York City
- The Art Institute of Chicago, Illinois, SAD
- J. Paul Getty Museum, Los Angeles
- Institut za suvremenu fotografiju, New York City
- The Philadelphia Art Institute, Philadelphia, Pennsylvania, SAD
- The Museum of Fine Arts, Houston, SAD
- Kahitsukan Kyoto Museum of Contemporary Art, Kyoto, Japan
- Museum of Modern Art, Tel Aviv, Izrael
- Moderna Museet, Stockholm, Švedska

## Odabrane nagrade
- 1949.: Overseas Press Club of America[38]
- 1953.: The A.S.M.P.[39]
- 1955.: Overseas Press Club of America[38]
- 1959.: The Prix de la Société française de photographie[40]
- 1959.: Overseas Press Club of America[38]
- 1963.: Overseas Press Club of America[38]
- 1967.: nagrada Kultura Njemačkog društva za fotografiju (DGPh), zajedno s Edwinom H. Landom[41]
- 1981.: Grand Prix National de la Photographie[1]
- 1982.: nagrada Hasselblad[42]
- 2006.: nagrada Nadar za knjigu Henri Cartier-Bresson: Scrapbook[43]

## Poznate osobe koje je fotografirao Cartier-Bresson
- Avigdor Arikha
- Balthus
- Simone de Beauvoir
- Samuel Beckett
- Leonard Bernstein
- André Breton
- Alexander Calder
- Albert Camus
- Truman Capote
- Coco Chanel
- Colette
- Marcel Duchamp
- Paul Éluard
- William Faulkner
- Martine Franck
- Mahatma Gandhi
- Jean Genet
- Alberto Giacometti
- Julie Harris
- Langston Hughes
- Isabelle Huppert
- John Huston
- Jean-Marie Gustave Le Clézio
- Martin Luther King, Jr.
- Henri Matisse
- François Mauriac
- Carson McCullers
- Arthur Miller
- Marilyn Monroe
- Pablo Neruda
- Richard Nixon
- Robert Oppenheimer
- Pablo Picasso
- Katherine Anne Porter
- Ezra Pound
- Jean Renoir
- Jean-Paul Sartre
- Alfred Stieglitz
- Igor Stravinski
- Kenzo Tange
- Elsa Triolet
- Harry S. Truman
- Malcolm X

## Djela

### Filmografija

#### Filmovi koje je režirao Cartier-Bresson
Cartier-Bresson je bio pomoćnik režisera Jeana Renoira u filmu La vie est à nous (1936.) i Une partie de campagne, te u La Règle du Jeu (1939.).
- 1937.: Victoire de la vie, dokumentarni film o španjolskim bolnicama, trajanje 49 min, crno-bijeli film.
- 1938.:  L’Espagne Vivra, dokumentarni film o Španjolskom građanskom ratu i poraću, trajanje 43 min i 32 s, crno-bijeli film.
- 1938.: Avec la brigade Abraham Lincoln en Espagne, Henri Cartier-Bresson ja Herbert Kline, trajanje 21 min, crno-bijeli film.
- 1944. – 1945.: Le Retour, dokumentarni film o ratu i zarobljenicima, trajanje 32 min i 37 s, crno-bijeli film.
- 1969. – 1970.: Impressions of California, trajanje 23 min i 20 s, u boji.
- 1969. – 1970.: Southern Exposures, trajanje 22 min i 25 s, u boji.

#### Filmovi sastavljeni od fotografija Cartier-Bressona
- 1956.: A Travers le Monde avec Henri Cartier-Bresson, rež. Jean-Marie Drot i Henri Cartier-Bresson, trajanje 21 min, crno-bijeli film.
- 1963.: Midlands at Play and at Work, prod. ABC Television, London, trajanje 19 min, crno-bijeli film.
- 1963. – 1965.: pet petnaestominutnih filmova o Njemačkoj za Süddeutscher Rundfunk.
- 1967.: Flagrants délits, rež. Robert Delpire, glazba Diego Masson, produkcija Delpire, Pariz, trajanje 22 min, crno-bijeli film.
- 1969.: Québec vu par Cartier-Bresson, rež. Wolff Kœnig, prod. Canadian Film Board, trajanje 10 min, crno-bijeli film.
- 1970.: Images de France.
- 1991.: Contre l'oubli: Lettre à Mamadou Bâ, Mauritanie, kratki film, rež. Martine Franck za Amnesty International, mont. Roger Ikhlef, trajanje 3 min, crno-bijeli film.
- 1992.: Henri Cartier-Bresson dessins et photos, rež. Annick Alexandre, kratki film, prod. FR3 Dijon, komentari umjetnika, trajanje 2 min i 33 s, u boji.
- 1997.: Série "100 photos du siècle": L'Araignée d'amour, prod. Capa Télévision, trajanje 6 min i 15 s, u boji.

#### Filmovi o Cartier-Bressonu
- "Henri Cartier-Bresson, point d'interrogation", Sarah Moon, prikazan na festivalu Rencontres d'Arles 1994.
- Henri Cartier-Bresson: L'amour Tout Court, intervjui s Cartier-Bressonom, 2001.
- Henri Cartier-Bresson: The Impassioned Eye, intervjui s Cartier-Bressonom, 2006.